# Agora-onderwijs
Agora-onderwijs is een Nederlands onderwijsconcept dat de nadruk legt op de autonomie van leerlingen en hun eigen leervragen.  Ontwikkeld in Nederland in 2013, wordt het sinds 2014 toegepast binnen het algemeen bijzonder onderwijs, met de eerste school in Roermond.

## Concept
De naam Agora komt van het Griekse woord voor 'plein' en verwijst naar een leeromgeving waarin leerlingen (ook wel 'lerenden' genoemd) vrij zijn om hun eigen mogelijkheden te ontdekken. Dit gebeurt in een open en gepersonaliseerde setting, waarbij leerlingen werken aan zelfgekozen leeropdrachten die worden begeleid door een vaste coach. Hoewel de focus ligt op persoonlijke ontwikkeling, wordt de opleiding afgesloten met reguliere examens.
De leeropdrachten zijn verdeeld over vijf thematische segmenten:
- Wetenschap: academische en technische kennis.
- Kunst en kunstzinnigheid: creatieve expressie en ontwerp.
- Maatschappij: sociale en culturele kwesties.
- Sociaal-ethisch segment: persoonlijke en maatschappelijke waarden.
- Spiritualiteit: zingeving en reflectie.

Volgens de bedenkers biedt deze benadering meer aansluiting op het hoger onderwijs en het toekomstige werkveld.

## Geschiedenis
Het Agora-onderwijsconcept past in de trend van nieuwe conceptscholen, die sinds het jaar 2000 in Nederland opduiken. Het Agoraconcept werd in 2013 ontwikkeld in Nederland door een team rond Sjef Drummen. De eerste school die deze onderwijsvorm implementeerde, was de Wings Niekée Agoraschool in Roermond, die in 2014 haar deuren opende. Drummen stelde in zijn boek Catharsia dat onderwijs meer moet zijn dan alleen kennisoverdracht, met nadruk op persoonlijke groei en zelfontplooiing.
In 2019 uitte de Nederlandse Onderwijsinspectie kritiek op conceptscholen, waaronder de Agora-scholen. Ze stelde dat de onderwijskundige resultaten moeilijk meetbaar zijn en de effecten op de lange termijn onzeker.
In 2024 meldde de Vereniging Agora Onderwijs dat er meer dan 25 Agora-scholen actief zijn in Nederland.